# Шилов Юрій Олексійович
Юрій Олексійович Шилов (4 жовтня 1949, Обіточне[уточнити] — 22 липня 2025) — український історик, археолог, культуролог, літератор; ідеолог одного із сучасних варіантів слов'янофільства. Член Академій та Спілок письменників України й Росії. Більшість академічної спільноти історичної науки вважають його твори «цікавою белетристикою, яка не має нічого спільного з академічною історією»[джерело?].

## Біографія
Народився в селі Обіточне, Приморський район, Запорізька область, УРСР.
У 1972 році закінчив Московський державний університет ім. М. В. Ломоносова, історичний факультет, кафедру археології. У 1977 р. закінчив аспірантуру при Інституті археології АН УРСР, дисертацію кандидата історичних наук захистив у 1982 році [1].
У 1971—1998 рр. працював в Інституті археології Національної Академії наук України. Пройшов шлях від лаборанта до старшого наукового співробітника. Працював у відділах Первісної археології та Новобудовчих експедицій.
У 1975—1988 рр. паралельно з науковою роботою в Інституті археології НАН України працював вантажником на цегельному заводі комбінату «Прогрес» в м. Ірпінь.
У 1986 і 1989 рр. видав, у співавторстві, навчальний посібник для студентів-археологів Київського державного університету ім. Т. Г. Шевченка [2]. В 1990 р. у Москві, у Всесоюзній серії науково-популярних книг «рос. Эврика» вийшла книга Ю. О. Шилова «рос. Космические тайны курганов», а в 1994 р. у Києві — її авторський переклад, оповідання і нариси в збірці «Брама Безсмертя» українською мовою. Ці дві праці стали підставою для вступу автора до Національної Спілки письменників України (1994) та Союзу письменників Росії (1995).
Робота над докторською дисертацією, затвердженою Ю. О. Шилову в Інституті археології АН УРСР у 1987 р. під робочою назвою «Духовна культура населення Південно-Східної Європи епохи міді та бронзи», втілилася у монографію «Прабатьківщина аріїв» — неповна російськомовна редакція якої вийшла у м. Києві в 1995 р. Книга викликала значний резонанс. Підбірка друкованих відгуків та рецензій вчених опублікована у другому виданні монографії [3]. Відзначено, що найбільш наукові з негативних відгуків зосереджені у журналі «Археологія» (1996, № 2) Інституту археології Національної Академії наук України [4], тоді як найобґрунтованіші із позитивних — належать директорам інститутів Російської Академії наук: академікам О. М. Трубачову (етимолог і арієзнавець) та Б. О. Рибакову (археолог й історик) [5].
Невдала спроба захисту докторської дисертації у 1995 р. відвернула Ю. О. Шилова від офіціозу. Проте за вказану монографію йому були присвоєні звання академіка й професора Православної Російської Академії при Відділі теоретичних проблем РАН, а також звання академіка Міжнародної Української Академії оригінальних ідей. А членство у «англ. New York Academy of Sciences, International Personnel Academy, International Academy of Cossacks» та звання Почесного доктора наук у другій з них надано Ю. О. Шилову ще й за монографії «Джерела витоків української етнокультури» (Київ, 2002) та «рос. Основы славянской цивилизации» (Москва, 2008).
Отримавши творчу відпуску в Інститут археології НАН України, академік Ю. О. Шилов очолював (Москва, 1996—1997) науково-культурологічний відділ Російського громадського руху, де підготував до видання резонансні монографії київського археолога В. М. Даниленка «рос. Космогония первобытного общества» й свою «рос. Праистория Руси» (М., 1999), а також московського шумеролога А. Г. Кифішина «рос. Древнее святилище Каменная Могила. Опыт дешифровки протошумерского архива XII–III тысячелетий до н. э.» (К., 2001); оригінал-макети усіх трьох книг були представлені ним на VII Всеслов'янському з'їзді (Прага, 1998). Там же було затверджено «народного академіка» Ю. О. Шилова головою Історичної секції Всеслов'янського Собору — Міжнародного об'єднання громадських позапартійних організацій слов'янських країн.
У 1998 році Ю. О. Шилова було звільнено з Інституту археології НАН України «за прогули». У 1999—2002 рр. він — завідувач відділом давньої історії київського громадського Міжнародного Інституту соціоніки. Із 2001 року на викладацькій роботі: професор, а у 2006—2015 рр. завідувач кафедри українознавства Українського Військово-Козацького інституту (з 2008 р. — Інститут соціальних наук і самоврядування) у складі Міжрегіональної Академії управління персоналом.
Виконуючи доручення керівництва Всеукраїнської громадської організації Товариство Нестора Махна «Гуляй-Поле», очолив створення (на Запоріжжі та в трьох штатах Індії, 2000—2001) науково-публіцистичного фільму «Шляхами Велесової книги». А від каналу Культура українського TV за сценаріями та участю Ю. О. Шилова у 2005—2013 рр. були створені 1-7-серійні фільми «Спогади про минуле», «Юрій Шилов: Прабатьківщина аріїв», «Спасительство» та ін.. У 2008 р. разом із провідними археологами Румунії й Молдови здійснив наукове керування виставки «англ. Cucuteni-Trypillia: a great Civilization of Old Europe» у Ватикані [6]. Вершину творчості академіка Ю. О. Шилова на 2015 р. становить монографія «англ. Ancient History of Aratta - Ukraine», перекладена в Англії й видана у США.
За ініціативою Польського Історичного товариства США, у м. Комсомольськ Кременчуцького р-ну Полтавської області встановлено прижиттєвий пам'ятний знак «Академіку Шилову Ю. О.» (2005) — підставою чого стала його книга «Джерела витоків української етнокультури»; її ж ілюстрації тощо взято московським художником-монументалістом академіком В. М. Прусом за основу обеліску «Культура моєї Батьківщини за 20 тисячоліть», який встановлено (2006) у м. Дніпропетровську [7]. До цього слід додати слова Героя України М. І. Сікорського, сказані (у 2002 р.) про книгу її авторові: «Ви спасли честь нації». 
Від жовтня 2009 Ю. О. Шилов — пенсіонер; працює над зібранням власних творів та над сценарієм художнього фільму про первинних, дохристиянських Спасителів.
Помер у липні 2025 року у віці 75 років.

## Громадська діяльність
«Народного академіка» (за іронічним визначенням Л. Л. Залізняка та інших співробітників Інституту археології НАН України) Ю. О. Шилова позначена вище. На сьогодні він є членом 6 недержавницьких академій України, РФ, США, — а також головою історичної секції Всеслов'янського Собору і членом Ради старійшин Українського козацтва (де має звання генерала армії). Член Спілок письменників України та Росії. Засновник меморіального комплексу «Козацькі Могили» у м. Горішні Плавні на Полтавщині [8]. Співзасновник (разом із О. С. Поліщуком та А. В. Гайдамакою) приватного музею «Аратта — Україна» у с. Трипілля під Києвом [9]. Виступає з лекціями перед різноманітними аудиторіями та в ЗМІ.

## Ідеологія
Ідеологічні погляди Ю.Шилова найбільш виразно викладені в його книгах «Брама Безсмертя» (1994), «Чого ми варті» (2006), «Українська національна ідея» (2007), «рос. Основы славянской цивилизации» (2008), «Україна у контексті світової цивілізації» (2012), «англ. Ancient Histori of Aratta - Ukraine» (2015) та ін. Співпрацюючи у 1996—1999 з Московським центром Російського Загальнонародного Руху, Ю. О. Шилов узяв участь у підготовці Програми Всеслав'янського Собору [10], що була ухвалена VII Всеслов'янським з'їздом; Програма починається зі слів про початок світової цивілізації (Аратти й далі) на теренах України. На цю ж тему зусиллями Ю. О. Шилова та РОДу були підготовлені до видання монографії його та В. М. Даниленка й А. Г. Кифішина (див. вище). Одна із провідних ідей книг автора: земля, що викохала колись Аратту і Аріан, відома «рос. ныне как украинское Поднепровье. Эта территория, её народ и культура священны, ибо доныне хранят корень могучего древа индоевропейской общности. И все потомки индоевропейцев - от Англии, США, Канады до Швеции, Ирана и Индии - должны вместе с Украиной беречь и лелеять сей корень» [11]. Проте — на думку В. В. Отрощенка, Л. Л. Залізняка та деяких ін. діячів України — «Ю. О. Шилов ліпить Аратту з позицій етнічного росіянина-інтернаціоналіста» [12]. Те ж саме — про Аратту тощо, — за російським істориком Н. Р. Гусевою, «рос. слишком сближает идеи автора "Прародины ариев" с расцветом украинского национал-шовинизма» [13]… Рівнодіючою цих трьох підходів можна вважати осягнення Ю. О. Шиловим нових фактологічних глибин слов'яно-української ідеї — яка, попри наведені висловлювання «опонентів», знаходить масову підтримку інтелектуалів України, Росії та ін. країн (див. вище), бо сягає ще й індоєвропейської та вселюдської сутності.

## Наукові дослідження
Працюючи протягом 1965—1995 рр. у різних археологічних експедиціях, Ю. О. Шилов особисто дослідив в Україні близько 150 степових курганів-могил середньостогівської й наступних археологічних культур VI—I тисячоліть до н. е. Це, та наукові публікації колег, надало можливість дослідникові удосконалити методику розкопок і реконструкцій, а також семіотично пов'язати реконструйовані міфоритуали з текстами індоарійської «Ріг-Веди». Відкривши таким чином прабатьківщину аріїв [14], вчений-історик показав формування арійської спільноти племен скотарів-степівчан під впливом сусідньої держави Аратти лісостепових землеробів — історичну реконструкцію якої здійснив шляхом подібного, також семіотичного поєднання артефактів трипільської культури із «Ведою словена» [15]. А спільним центром, що мав інтелектуально-жрецьку зверхність над індоєвропейським тандемом Аратти-і-Аріану, було визнано літопис ХІІ-ІІІ тис. до н. е. Кам'яної Могили (див. вище про співпрацю Ю. О. Шилова із В. М. Даниленком та А. Г. Кифішиним). Ці новації поглибили писану історію Дунайсько-Кубанського регіону з кіммерійських до аратто-арійських часів. Найвищим науковим досягненням Ю. О. Шилова стало відкриття первинного, дохристиянського Спасительства — інституції зняття суспільних протиріч цивілізації, що формувалася [16].

## Просвітницькі праці
Поряд із науковими, Ю. О. Шилов протягом 1989—2015 рр. опублікував чимало науково-популярних, навчальних, публіцистичних, художніх книг — всього близько 45 видань. Просвітницькі займають серед них особливе місце. Це навчальні посібники про дослідження курганів та про давню історію України [17], а також курси лекцій для широкого загалу читачів [18]. Своєрідним продовженням просвітництва автором є трилогія документально-художніх романів «Зерцало Грядущого» (2001—2005), яка розповідає про сучасний стан наукової і політичної еліт Києва й Москви (роман «Святині») та народних традицій («Цілитель»), про зіткнення сучасних людей з Божеськими засадами Світоладу («Що БОГ дав»). Про становлення третього аспекту разом із цивілізованим Спасительством, розповідає історичний роман Ю. О. Шилова «Начало Начал» (1996, 1997; 2002, 2006). А першому та другому аспектам трилогії присвячено низку повістей, оповідань та інших творів автора, виданих у його збірках «HOMO SOVETICUS» (1995) і «Брама Безсмертя» (1994; 2006). Подібні завдання виконують також близько 10 просвітницько-публістичних телефільмів, зроблених за участю Ю. О. Шилова.

## Критика
Наведені вище дані про обговорення основної книги Ю. О. Шилова «рос. Прародина ариев» (Київ,1995) у науково-дослідницьких інститутах Національної Академії наук України та Російської Академії наук показують полярність критичних оцінок звершень автора. Ці протилежні надруковані відгуки колег-науковців зібрано у додатку до другого видання вищевказаної книги (Москва-Киев-Минск, 2013). І бачимо тут таке. Якщо для керівництва й широкого загалу Інституту археології НАНУ «науково-популярна книга Ю. О. Шилова „рос. Прародина ариев“ не є науковою працею і тому не може розглядатися як підстава для здобуття вченого ступеня доктора історичних наук», то для рецензента із їхнього ж середовища А. Л. Нечитайло — це монографія (тобто суто наукова книга), створення якої потребувало «сміливість та нестандартність мислення, новий менталітет, який і виявляє Ю. О. Шилов», а ці та інші «позитивні сторони праці дозволяють рекомендувати її до захисту у вигляді докторської дисертації» [19]. Така оцінка суголосна висновкам другого (і останнього) рецензента — академіка О. М. Трубачова, позитивні висновки якого про книгу враховують «рос. почти нечеловеческий вложенный в неё труд, попросту неохватный одним взглядом», який «рос. обычно делает таких исследователей легкой мишенью для критики». Підтримуючи цих рецензентів та автора, патріарх археології й знавець академічних інтриг Б. О. Рибаков опублікував такий відгук: «рос. Предки арийцев жили в Поднепровье. (...) Есть все основания предполагать, что {индоарийская} "Ригведа" зародилась на берегах Днепра. В руской летописи упоминается слово "останцы". Это те, кто остался жить {в Поднепровье}, хотя племена отправились в Индию. Мой призыв к украинцам: займитесь изучением санскрита, по языковым признакам найдите среди своих племен "останцев" и восстановится связь времён» [20; 21]. А все це разом стало підставою для другого видання монографії Ю. О. Шилова «Прабатьківщина аріїв» під егідою Відділу теоретичних проблем РАН — у якому наголошено, що книга «рос. рекомендована для факультативного изучения студентами всех исторических факультетов вузов России и Украины» [22].
Між тим колишні колеги Ю. О. Шилова з Інституту археології НАНУ (доктора й кандидати історичних наук Л. Л. Залізняк, В. В. Отрощенко, М. Ю. Відейко та ін.) продовжують дотримуватися негативної позиції 1995 р., яка стоїть на їхніх відмовах [23] рецензувати чи хоча б уважно прочитати дослідження Ю. О. Шилова про Аратту і Аріан на теренах України. Не маючи належної підтримки у середовищі інтелектуальної еліти Вітчизни, «народний академік» Ю. О. Шилов сподівається, що його видані за кордоном (в Росії, Білорусі, Великій Британії, США, Ватикані) книги та фільми не дадуть пропасти й опублікованому ним в Україні.

## Праці
наукові
- (рос.)Прародина ариев: история, обряды и мифы. Монография. — Киев: СИНТО, 1995. — ISBN 5-7768-0256-4.
- «Велесова книга» та актуальність прадавніх учень. Збірка статей. — К.: Книжкова палата України, 2001. — ISBN 966-647-002-0.
- (рос.)Истоки славянской цивилизации. Монография. — К.: МАУП, 2004. — ISBN 966-608-403-1.
- (рос.)Курганные древности окрестностей Комсомольска. Монография. — Киев–Комсомольск: Аратта, 2007. — ISBN 966-7865-88-6.
- Українська національна ідея. Збірка статей. — К.: Аратта, 2007. — ISBN 978-966-647-093-8.
- (рос.)Основы славянской цивилизации. Монография. — М.: Осознание, 2008. — ISBN 978-5-98967-006-0.
- (англ.)Ursulescu N., Dergacev V., Shilov Y. Cucuteni-Trypillia: a great Civilization of Old Europe. Foreword Catalogue. — Rome-Vatican: Hers Consulting Group, 2008. — ISBN 978-973-0-9830-7.
- Історична Аратта чи археологічне «Трипілля»? Монографія. — К.: Аратта, 2009. — ISBN 978-966-1557-07-8.
- Аратта за «Ведою словена» і пам'ятками трипільської культури та іншими науковими джерелами. Монографія. — К.: Аратта, 2010. — ISBN 978-966-1557-09-2.
- (рос.)СПАС: Коледа и Христос. Монография. — К.: Аратта, 2011. — ISBN 978-966-1557-18-4.
- (рос.)Ноосфера и Спас. Монография. — К.: Аратта, 2012. — ISBN 978-966-1557-18-4.
- (рос.)Прародина ариев: обряды, мифы, история. Монография. — Москва–Киев–Минск: Русская Правда, 2013. — ISBN 978-5-7768-0256-0.
- (англ.)Yuri Shilov. Ancient History of Aratta-Ukraine 20,000 BCE — 1,000 CE. — N.Y.: Amazon.co.uk, 2015. — ISBN 978-1503076020.

науково-популярні
- (рос.)Космические тайны курганов. — М.: Молодая гвардия, 1990. — ISBN 5-235-00803-0.
- (рос.)Пути ариев. — К.: Полиграфкнига, 1996. — ISBN 966-530-006-7.
- Праслов'янська Аратта. — К.: Аратта, 2003. — ISBN 966-7192-56-3.
- Пращури. Прадавня історія Русі. — Вінниця: Континент-ПРИМ, 2006. — ISBN 966-516-234-9.
- Пращуры. Цілитель. — Москва–Минск–Киев: Русская Правда, 2006. — ISBN 985-6365-20-1.

навчальні
- Праісторія Русі–України. — Київ–Хмельницький: Українське Козацтво, 1998. — ISBN 966-567-145-6.
- (рос.)Праистория Руси // Начала цивилизации. — Екатеринбург: Деловая книга, М.: Раритет, 1999. — ISBN 5-85735-099-9.
- Джерела витоків української етнокультури. — К.: Аратта, 2002. — ISBN 966-647-23-3.
- Давня історія України у контексті світової цивілізації. — К.: МАУП, 2007. — ISBN 966-608-703-0.
- Україна у контексті світової цивілізації. — К.: Аратта, 2012. — ISBN 978-966-1557-24-5.

публіцистичні
- HOMO SOVETICUS. Сборник статей и очерков. — К.: ВАСКО, 1995. — На правах рукописи.
- Трилогія «Зерцало Грядущего» з документальних романів: Святині (К.: АТ «Миронівська друкарня», 2001. — ISBN 966-7802-04-3), Цілитель (К.: Аратта, 2003. — ISBN 966-7865-43-6), Что БОГ дал (К.: Аратта, 2005. — ISBN 966-8475-05-4).
- (рос.)Край ушедших лет. Мемуары. — К.: Аратта, 2004. — ISBN 966-7865-71-1.
- Чого ми варті. Збірка статей. — К.: Аратта, 2006. — ISBN 966-8475-13-5.

художні
- Брама Безсмертя. На сплині Золотого віку. Збірка. — К.: Український Світ, 1994. — ISBN 5-87274-321-1.
- (рос.)Гандхарва — арийский Спаситель. Повесть. — М.: Сфера, 1997. — ISBN 5-87212-046-Х.
- (рос.)Начало начал. Исторический роман. — К.: София, М.: ИД «Гелиос», 2002. — ISBN 5-344-00223-8.
- Брама Безсмертя. Роман, повести, рассказы, сценарии, поэма. — К.: Аратта, 2006. — ISBN 966-7865-87-8.
- ТРИПІЛЛЯ: аратто-арійсько-українські казки. — К.: Аратта, 2008. — ISBN 978-966-647-106-5.
- (рос.)ПРА-Пращуры: Сказания первых славян. — М. — К. — Мн.: Русская Правда, 2016. — ISBN 978-966-1557-18-4.

## Нагороди та відзнаки

Барельєф Шилову Ю. О. перед музеєм міста Горішні Плавні.

- Пам'ятний знак « Академіку Шилову Ю. О.» у м. Горішні Плавні Кременчуцького району Полтавської області. Розташований справа біля входу до приміщення Відділу підготовки кадрів ВАТ «Полтавський гірничо-збагачувальний комбінат» та об'єднаних Горишньоплавнівський історико-краєзнавчого музею і Музею ВАТ «Полтавський ГЗК», по Космонавтів вул., 4. Встановлений 15 серпня 2005 р (скульптор М. П. Стахів, архітектор В. М. Поддоскін). Пам'ятний знак (загальна висота 2,15 м) встановлений на земляному пагорбі у вигляді кургану (близько 1,0 м), оточеного гранітними рваними каменями на кшталт кромлеху. На вершині вміщена стелоподібна брила сірого граніту (висота 1,14 м), зверху, з лицевого боку, в центрі — барельєфне зображення обличчя вченого в фас, виготовлене зі сталі (0,40 х 0,25 м), нижче — прямокутна табличка з сірого полірованого граніту (0,60 х0,10 м) з написом: «Академіку Шилову Ю. О.».
- Почесна грамота Міністерства культури і туризму України «За вагомий особистий внесок у створенні духовних цінностей та високу професійну майстерність» (жовтень 2009).
- Грамота-подяка «За большой вклад в укрепление культурно-гуманитарного сотрудничества на пространстве СНГ» від Министерства иностранных дел Российской Федерации (лютий 2013).
- Почесне звання «Герой Козацького народу» (18.07.2018).